# Усман ульд Бакар
Усман I ульд Бакар (*д/н —після 1909) — 6-й емір Таганту в 1905—1909 роках.

## Життєпис
Походив з берберського роду ідуайш. Син еміра Бакара. замолоду долучався до державних справ, брав участь у військових походах проти Трарзи, Бракни і Адрара.
1905 року після загибелі батька став новим еміром. Продовжив війну проти французів. Отримав допомогу з Марокко. завдяки цьому вдалося завдати поразки французам біля Тікджикджі, де загинув комісар Протекторату Мавританія Ксав'є Копполані.
Втім 1906 року емір Усман зазнав поразки. Спільно з Ахмеду II, еміром Бракни, чинив опір окупантам до 1909 року, коли остаточно зазнав поразки. за різними відомостями загинув або втік до Марокко. У 1918 року французи поставили на трон еміра його брата Абдаррахман.